# 遠山繪麻
遠山繪麻（1981年5月23日—），日本女性漫畫家。東京都出身，血型B型，雙子座。興趣是打電玩和保齡球。爲漫畫家遠山光之姪女。剛出道時多以大眼睛的蘿莉正太為主（《魔力水精靈》、《QQ寶貝蛋》），現在（《我在這裡喔!》～現今）則老練許多，但還是保留著她獨特的蘿莉風格。擅長繪畫四格漫畫。2011年擔任第53屆講談社Nakayoshi新人漫畫賞評審委員。2012年8月12日，受尖端出版之邀，在台灣的漫畫博覽會舉行首次海外簽名會。

## 獲獎作品
- 2003年《天使之蛋》獲第36屆講談社Nakayoshi新人漫畫賞特選作品，是Nakayoshi舉辦新人漫畫賞以來第2位獲得特選的漫畫家

## 作品列表

### 漫畫
- 《天使之蛋》（天使のタマゴ、2003年）
- 《魔力水精靈》（ゴックン!ぷーちょ、2004年 - 2005年、全3冊） - 最初連載作品
- 《QQ寶貝蛋》（ママコレ、2005年 - 2007年、全4冊）
- 《我在這裡喔！》（ココにいるよ!、2007年 - 2009年、全5冊）
- 《要你對我XXX！》（わたしに××しなさい！、2009年 - 、全19冊） - 連載於『Nakayoshi』
- 《神返少女》（かみかみかえし、2010年 - 、全8冊） - 連載於『Nakayoshi』(不定期)
- 《百·圓！》（ひゃくえん!、2009年 - 2012年、全6冊） - 連載於『GANGAN ONLINE』
- 《胖嘟嘟游泳社》（ぽちゃぽちゃ水泳部、2010年 - 、全5冊）
- 《GDGD-DOGS》（2010年 - 、全3冊） - 連載於『ARIA』
- 《1 Love 9》（全3冊）
- 《四月一日同學與我的祕密同居》（四月一日さんには僕が足りない、2014年 -、全6冊）- 連載於『ARIA』
- 《獸耳娘養成計劃》（きつねとパンケーキ、2014年 -、1-2冊）- 連載於『まんがタイムジャンボ』
- 《青葉同學請告訴我》（青葉くんに聞きたいこと、2015年 - 、1-冊） - 連載於『Nakayoshi』
- 《當「妹妹」時薪2000圓》（妹のおシゴトは時給2000円、『まんがタイムファミリー』2016年11月號 - 2018年5月號→『まんがタイムオリジナル』2018年6月號 - 12月號）
- 《吸血鬼男子宿舍》（ヴァンパイア男子寮、『Nakayoshi』2018年12月號 - 連載中）
- 《成為異世界最強魔王10個孩子的媽媽》（異世界で最強魔王の子供達10人のママになっちゃいました。、『月刊少年天狼星』2019年6月號 - 2024年1月號[1]）
- （『&FLOWER』2019年增刊秋號 - 不定期連載中）
- 《和哥哥們相愛相殺》（兄たちに愛されて、殺されて。〜3匹の甘いオオカミ〜、『Betsucomi FLOWER』2020年13號 - 2021年1號）

### 插畫
- 《別被狼君所欺騙 認真的戀愛與悲傷的謊言》小説插畫擔當，作者。

## 外部連結
- ピヨピヨ屋 （页面存档备份，存于） - 遠山繪麻個人網站
- 遠山繪麻的X（前Twitter）